# Speedy J

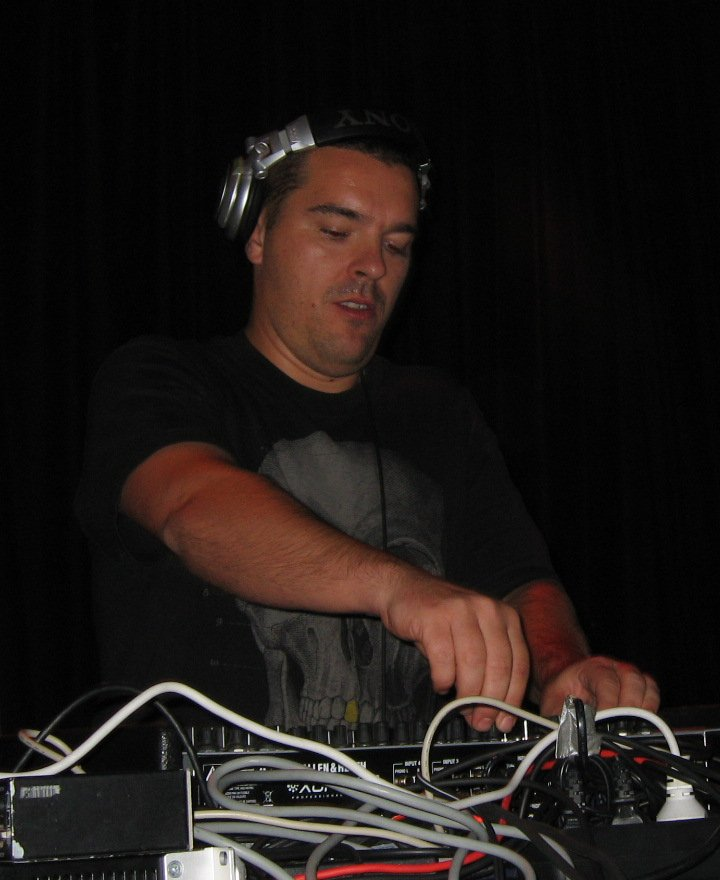
Jochem George Paap bei einem Auftritt 2006

Speedy J (bürgerlich Jochem George Paap) ist ein Techno-DJ und -Produzent aus Rotterdam. Mit seiner Veröffentlichung „Pullover“ war er stark am weltweiten Techno-Durchbruch zu Beginn der 1990er-Jahre beteiligt.

## Biografie
Speedy J hatte als Hip-Hop-DJ angefangen, wurde aber noch in den 1980er-Jahren von elektronischer Musik angezogen und wurde 1992 durch „Pull Over“ zu einem der gefeierten Techno-Produzenten der ersten Techno-Welle in Europa. 1993 erschien sein Debüt-Album „Ginger“ auf dem Kultlabel Warp Records. „Ginger“ war durch die Vermischung von sphärischen, aber minimalen Klängen und tanzbaren Rhythmen eine Brücke zwischen Ambient und Techno und wurde von den meisten Kritikern und der Szene mit Begeisterung aufgenommen. 1993 hatte er als „Country & Western“ mit dem Track „Reincarnation“ einen der größten Trance-Clubhits des Jahres.
Paap gründete sein eigenes Label „Beam me up!“. 1996 zog er sich vollständig aus dem Plattenlabel- und DJ-Geschäft zurück und konzentrierte sich ausschließlich auf Musikproduktionen. Es folgten mehrere Veröffentlichungen auf „Plus 8“. Später wechselte Paap zu Mute Records, wo er 1997 auch einen Remix-Auftrag für die Depeche-Mode-Single „It’s No Good“ erhielt.
Die Vielseitigkeit von Speedy J drückt sich vor allem auch in der Wahl seiner musikalischen Partner aus. Dazu gehören unter anderem Henry Rollins und Cypress Hill. Zusammen mit Chris Liebing produzieren sie unter dem Namen „Collabs“ verschiedene Technostücke und treten regelmäßig gemeinsam auf unterschiedlichen Events auf.
Er gründete 2008 das Label „Electric Deluxe“.

## Diskografie (Auszug)
- 1993: Ginger (Warp Records)
- 1995: G Spot (Warp Records)
- 1995: !ive (Harthouse)
- 1997: Public Energy No. 1 (Novamute)
- 2000: A shocking Hobby (Novamute)
- 2002: Loudboxer (Novamute)
- 2005: Collabs3000 – Metalism (Novamute – Zusammenarbeit mit Chris Liebing)

## Belege
1. 1 2  Chartquellen: UK NL BEF